# Sergentomyia rogeri
Sergentomyia rogeri är en tvåvingeart som beskrevs av Pastre 1982. Sergentomyia rogeri ingår i släktet Sergentomyia och familjen fjärilsmyggor.
Artens utbredningsområde är Senegal. Inga underarter finns listade i Catalogue of Life.